# Bursadella minatrix
Bursadella minatrix är en fjärilsart som beskrevs av Edward Meyrick 1906. Bursadella minatrix ingår i släktet Bursadella och familjen Immidae. Inga underarter finns listade i Catalogue of Life.